# Back in the U.K.
Back in the U.K. is een nummer van de Duitse raveband Scooter uit 1995. Het is de eerste single van hun tweede studioalbum Our Happy Hardcore.
Het nummer werd in een aantal Europese landen een hit, vooral in het Duitse taalgebied. In Scooters thuisland Duitsland behaalde het de 4e positie. In de Nederlandse Top 40 haalde het nummer een bescheiden 27e positie.